# Jean-Louis Marie Lucet
Jean-Louis Marie Lucet (* 13. Juli 1933) ist ein ehemaliger französischer Diplomat.

## Leben
Jean-Louis Marie Lucet ist der Sohn von Charles Ernest Lucet. Sie leitete am Quai d’Orsay die Abteilung Nordafrika und Mittlerer Osten. Von September 1986 September 1998 war er Botschafter in Dakar, Banjul, Tel Aviv-Jaffa und Rom. Botschafter beim Heiligen Stuhl war er vom 20. September 1995 bis 24. Juli 1998.